# Emanuela Bellezza
Emanuela Bellezza (* 9. ledna 1984) je italsko-americká zpěvačka, skladatelka, kytaristka a pianistka. Popularitu získala po koncertech pro MTV Très Univision, RAI, Telefutura a TV Azteca.
V roce 2012 vyhrála soutěž MTV Très a kolumbijský zpěvák Juanes ji vybral na duet pro Deluxe Edition svého alba Juanes MTV Unplugged. Bellezza vyhrála soutěž svou verzí jeho písně Fotografia. Album získalo cenu Grammy v roce 2013 v kategorii Best Latin Pop Album. Získalo i dvě latinské ceny Grammy v kategoriích Album roku a Nejlepší dlouhé hudební video.
Video jejích koncertů na YouTube má téměř 1,5 miliónu zhlédnutí. Píseň Ella Se Va hrála různá rádia ve Venezuele, kde se dostala do Top 40 v místní hitparádě.